# Йоаким Мартянос
Йоаким (на гръцки: Ιωακείμ) е гръцки православен духовник, митрополит.

## Биография
Роден е в Москополе като Константинос Мартянос или Мартицис (Κωνσταντίνος Μαρτινιανός, Μαρτίτσης). Завършва Великата народна школа и в 1898 година - Семинарията на Халки. На 4 април 1903 година е ръкоположен за дякон от патриарх Йоаким III Константинополски. На 10 юли 1911 година е ръкоположен за белградски епископ в Берат, Албания. В 1924 година е изгонен от страната и заминава за Гърция, където на 9 октомври 1924 година е избран за парамитийски, на 3 септември 1925 година за неапелагонийски (от 1930 г. кайлярски и еордейски), през ноември 1935 година за ксантийски и перитеорийски и на 5 декември 1942 година за поленински и кукушки митрополит. Владичеството му в Кукуш съвпада с трудните години на германската окупация. На 10 декември 1945 година е преместен отново в Ксанти, където умира в 1953 година.